# Paolo Riviera
Paolo Riviera, pseudonimo di Riccardo Aglietti (Figline Valdarno, 3 aprile 1952), è un cantautore italiano.

## Biografia

### 1980: la partecipazione a Sanremo
Di origini fiorentine, viene scelto a sorpresa dalla sua casa discografica a fine 1979 per partecipare al Festival di Sanremo 1980 con la canzone Cavallo bianco, grazie al successo della quale intraprende negli anni immediatamente successivi una tournée che arriva fino agli Stati Uniti.

### Anni recenti
Dopo un periodo di inattività, torna nel 2017 con un nuovo album, Ciao America.
Ha formato la band Paolo Riviera Band e nel 2018-2019 ha collaborato al progetto Time for action (con l'omonima canzone registrata il 3/07/2018 e pubblicata su YouTube con il video dal titolo: "Time For Action - Luigi Guccione Foundation & Paolo Riviera Band"), dedicato all'azione concreta su vari temi, dalla sicurezza stradale ai cambiamenti stradali.

## Discografia

### Album in studio
- Cavallo bianco (1980, Yep Record)
- Ciao America (2017)

### Singoli
- Cavallo bianco (1980, Yep Record)
- La gente non lo sa (1980, Yep Record)
- Senza me come stai (1982, Yep Record)
- Marinaio negro di Miami (Società Italiana Fonografica)